# A bosszú nyomai
A bosszú nyomai (eredeti cím: The Tracker) 2019-ben bemutatott amerikai akció-thriller, melyet Giorgio Serafini rendezett. A főszereplők Dolph Lundgren, Cosimo Fusco, Marta Gastini, Anna Falchi és Marco Mazzoli.
Az Amerikai Egyesült Államokban 2019. augusztus 9-én mutatták be, Magyarországon DVD-n jelent meg szinkronizálva, 2020. július közepén.

## Cselekmény
2008-ban Aiden Hakansson a családjával nyaral Olaszország déli részén, ám hamarosan a feleségét és a lányát elrabolják. Az eset után a váltságdíj átadása rosszul alakul, aminek eredményeképpen megölik mind a feleségét, mind pedig a lányát.
Tíz évvel később Hakanssont egy helyi nyomozó keresi fel, aki ismét elindította az ügyet és új információkkal rendelkezik. Hakansson vonakodva visszatér Olaszországba, hogy találkozzon a nyomozóval. Érkezésekor úgy tűnik, hogy a nyomozó „öngyilkosságot” követett el. Hakansson csapdába esik egy webes megtévesztés során, amely erőszakos cselekményekre készteti őt, hogy kiderüljön, mi történt a családjával.

## Szereplők
| Színész           | Szereplő         | Magyar hang       |
| ----------------- | ---------------- | ----------------- |
| Dolph Lundgren    | Aiden Hakansson  | Jakab Csaba       |
| Marco Mazzoli     | Antonio Graziani | Turi Bálint       |
| Bruno Bilotta     | Lupo             | Bartók László     |
| Bruce McGuire     | Ray Martin       | Faragó András     |
| Cosimo Fusco      | Giordano         | Dézsy Szabó Gábor |
| Marta Gastini     | Giada            | Vámos Mónika      |
| Elizabeth Kinnear | April Graziani   | Andrádi Zsanett   |
| Vito Facciolla    | Sartori          | Péter Richárd     |
| Anna Falchi       | Hanna            | Nádasi Veronika   |

## Külső hivatkozások
- A bosszú nyomai az Internet Movie Database-ben (angolul)
- A bosszú nyomai a Rotten Tomatoeson (angolul)
- A bosszú nyomai a Box Office Mojón (angolul)